# جيمس بينيت (سياسي نيوزلندي)
جيمس بينيت (بالإنجليزية: James Bennet)‏ هو سياسي نيوزلندي، ولد في 1830، وتوفي في 3 مايو 1908. انتخب عضو مجلس النواب النيوزيلندي.